# Uroleucon richardsi
Uroleucon richardsi är en insektsart. Uroleucon richardsi ingår i släktet Uroleucon och familjen långrörsbladlöss. Inga underarter finns listade i Catalogue of Life.